# دلفین‌ماهیان
دلفین‌ماهیان (نام علمی: Coryphaena) نام یک سرده از تیره گالیت‌ماهیان است.